# Nan bei he
Nan bei he, ou Nan bei hexu est un astérisme de l'astronomie chinoise. Il se compose de deux parties distinctes, parfois appelées séparément Nanhe (au sud) et Beihe (au nord), respectivement situés dans les constellations occidentales du Petit Chien et des Gémeaux. Chacun de ces sous-ensembles comporte trois étoiles.

## Composition de l'astérisme
Nanhe au sud et Beihe au nord sont composés de trois astres, dont deux particulièrement brillants à chaque fois, et un beaucoup plus modeste et plus difficile à identifier avec certitude. Il semble néanmoins vraisemblable que Bei he se compose d'est en ouest de :
- β Geminorum (Pollux, magnitude apparente 1,2)
- α Geminorum (Castor, 1,6)
- ρ Geminorum (4,2) ;

alors que Nan he se compose, toujours d'est en ouest, de :
- α Canis Minoris (Procyon, 0,4)
- β Canis Minoris (Gomeisa, 2,9)
- ε Canis Minoris (5,0)

La présence de γ Canis Minoris (magnitude apparente 4,3), immédiatement à côté de α et ε Canis Minoris pourraient en faire un autre candidat au troisième astre de Nan he.

## Symbolique
Nanhe et Beihe représentent deux petits cours d'eau affluents du grand fleuve céleste, Tianhe, c'est-à-dire la bande laiteuse de la Voie lactée. L'étymologie de ces trois noms atteste d'ailleurs de leur nature, he signifiant « rivière ». Les termes de Nanhe et Beihe indiquent leur localisation relative, Beihe étant la « rivière du nord » (bei signifiant « nord », comme dans l'astérisme Beidou), et Nanhe étant la « rivière du sud » (nan signifiant « sud » comme dans Nandou ou Nanmen). Ces deux rivières, d'extension modeste, coulent d'est en ouest. Leur longueur est inférieure à la largeur de la Voie lactée dans cet endroit du ciel, et aucun des deux, particulièrement Beihe,  n'atteint la partie la plus centrale de la Voile lactée. L'autre nom de l'astérisme, Nan bei hexu signifie cette fois « Vallées nord et sud de la rivière [Tianhe] », où les deux astérismes représentent des vallées, sans doute creusées par deux affluents. Ces deux vallées sont utilisées par une garnison pour produire la nourriture dont elle a besoin. 

## Astérismes associés
Plusieurs astérismes immédiatement voisins s'insèrent dans le paysage dépeint par Nan bei he, d'un lieu colonisé par une garnison pour y produire sa subsistance. Ainsi, Jishui, immédiatement au nord de Bei he, représente un appareil destiné à la fabrication du vin, et Jixin, immédiatement à l'ouest de Beihe est-il un tas de bois. Au sud de Bei he se trouve aussi Shuiwei, un niveau indiquant la hauteur d'un cours d'eau (Bei he ou bien Tianhe, vraisemblablement). De façon plus symbolique, on trouve à l'est de Nanhe Sidu, dont les quatre étoiles représentent les quatre grands cours d'eau chinois.